# Gilbert Roland
Gilbert Roland (właśc. Luis Antonio Dámaso de Alonso; ur. 11 grudnia 1905 w Ciudad Juárez, zm. 15 maja 1994 w Beverly Hills) − meksykańsko-amerykański aktor filmowy i telewizyjny, dwukrotnie nominowany do Złotego Globu.
8 lutego 1960 otrzymał własną gwiazdę w Alei Gwiazd w Los Angeles znajdującą się przy 6730 Hollywood Boulevard.

## Życiorys
Urodził się w Meksyku w rodzinie katolickiej. Na przełomie 1910–1911, po wybuchu rewolucji meksykańskiej wyemigrował z rodziną do Stanów Zjednoczonych. Miał być matadorem jak jego ojciec, ale po otrzymaniu propozycji zagrania niewielkiej roli od jednego z hollywoodzkich łowców talentów, przyjął pseudonim artystyczny na cześć dwójki gwiazd epoki kina niemego: Johna Gilberta i Ruth Roland i postanowił zrobić karierę filmową.
Pierwszą poważniejszą rolę zagrał w 192 w niemej komedii romantycznej z Clarą Bow, ikoną kina niemego i symbolem seksu kinematografii lat 20. XX wieku. Znajomość języka hiszpańskiego pomogła mu odnaleźć się w nowej erze kina dźwiękowego, wystąpił w kilku hiszpańskojęzycznych filmach amerykańskich. W latach 40. zagrał w cyklu westernów, wcielając się w postać Cisco Kida.
Był dwukrotnie nominowany do Złotego Globu dla najlepszego aktora drugoplanowego rolę w filmach Piękny i zły (1952) oraz Jesień Czejenów (1964).

## Filmografia

### Filmy
- 1923: Dzwonnik z Notre Dame – statysta
- 1925: Zaginiony świat – statysta
- 1926: Dama kameliowa jako Armand
- 1927: Gołębica jako Johnny Powell
- 1933: Lady Lou jako Serge Stanieff
- 1945: Captain Kidd jako Jose Lorenzo
- 1952: Objawienia Matki Boskiej Fatimskiej jako Hugo da Silva
- 1953: Piękny i zły jako Victor 'Gaucho' Ribero
- 1955: The Racers jako Dell'Oro
- 1956: W 80 dni dookoła świata jako Achmed Abdullah
- 1964: Jesień Czejenów jako Dull Knife
- 1977: Wyspy na Golfsztromie jako kapitan Ralph
- 1980: Caboblanco jako Ramirez

### Seriale
- 1960: Zorro jako El Cuchillo / Knife
- 1963: Gunsmoke jako porucznik Julio Chavez
- 1964: Ścigany jako Gus Priamos
- 1965: Bonanza jako Jim Acton
- 1967: Ścigany jako Jose Anza
- 1974: Barnaby Jones